# Aspitates vittata
Aspitates vittata là một loài bướm đêm trong họ Geometridae.